# الیرات، کورز
الیرات، کورز (به فرانسوی: Alleyrat, Corrèze) یک کمون در فرانسه است که در Canton of Meymac واقع شده‌است.

## خصوصیات
الیرات ۱۴٫۷۶ کیلومترمربع مساحت و ۱۰۳ نفر جمعیت دارد و ۷۵۰ متر بالاتر از سطح دریا واقع شده‌است.